# Kazimierz Paździor
Kazimierz Sylwester Paździor (* 4. März 1935 in Radom; † 24. Juni 2010 in Breslau) war ein polnischer Boxer. Er war Olympiasieger 1960 im Leichtgewicht.

## Boxkarriere
Paździor begann mit dem Boxsport 1951 im Club Broń und wurde von Henryk Kozioł trainiert. 1956 wechselte er zum OWKS Lublin und noch im selben Jahr zu Legia Warschau. Von 1958 bis 1961 boxte er für Broń Radom. Er ging aufgrund seiner Fähigkeit, die Vorteile eines Gegners zu analysieren und darauf mit seinem spezifischen Kampfstil zu antworten, als Ringphilosoph in die Geschichte des polnischen Boxsports ein. 
Er gewann 1956/57 mit Legia Warschau die Polnische Mannschaftsmeisterschaft und wurde 1958 sowie 1960 Polnischer Meister im Leichtgewicht, wobei er zweimal den späteren Olympiasieger Józef Grudzień bezwang. Darüber hinaus bestritt er 12 Länderkämpfe zwischen 1957 und 1961, von denen er 10 gewinnen konnte. 
Sein erster großer Erfolg war der Gewinn der Goldmedaille im Leichtgewicht bei der Europameisterschaft 1957 in Prag, nachdem er sich jeweils gegen Anatoli Lagetko aus der Sowjetunion (3:0), Slobodan Vitić aus Jugoslawien (3:0), John Kidd aus Schottland (4:1) und Olli Mäki aus Finnland (3:0) durchgesetzt hatte. Bei der Europameisterschaft 1959 in Luzern schied er zwar diesmal im Achtelfinale mit 1:4 gegen den späteren Europameister Olli Mäki aus, hatte jedoch zuvor in der Vorrunde den späteren Olympiasieger Francesco Musso aus Italien (5:0) besiegt. 
Aufgrund seiner überragenden Leistungen wurde er trotz einer vor Turnierbeginn zugezogenen Beinprellung für die Olympischen Sommerspiele 1960 in Rom nominiert. Dort siegte er jeweils gegen Abdul Karim Taha aus dem Irak (5:0), Harry Lempio aus der DDR (4:1), Salah Shokweir aus Ägypten (5:0), Richard McTaggart aus Großbritannien (3:2) sowie Sandro Lopopolo aus Italien (4:1) und wurde dadurch der einzige polnische Olympiasieger im Boxen.
Ein Jahr nach den Olympischen Spielen beendete er im Alter von 26 Jahren seine sportliche Karriere, um sich seinem Familien- und Berufsleben zu widmen. Er bestritt insgesamt 194 Kämpfe mit 179 Siegen, 3 Unentschieden und 12 Niederlagen, wobei er im Laufe seiner Karriere nur fünfmal von Boxern außerhalb Polens besiegt werden konnte.

## Sonstiges
Kazimierz Paździor wurde in eine Arbeiterfamilie geboren und hatte sechs Geschwister. Sein Vater starb während des Zweiten Weltkriegs im KZ Buchenwald. Nach der Grundschule arbeitete er im Metallwerk „Zakłady Metalowe im. Gen. Waltera“ in Radom. Zudem war er Absolvent der Technischen Mittelschule für Wirtschaft und machte ein außeruniversitäres Studium an der Wirtschaftshochschule Warschau, das er 1969 mit einem Magister in Wirtschaftswissenschaften abschloss. 1972 beendete er einen Lehrgang an der Hochschule für Leibeserziehung in Breslau.
Von 1962 bis 1964 war er Trainer beim Club Broń, von 1970 bis 1979 bei Zagłębie Lubin und von 1979 bis 1986 bei Gwardia Wrocław.